# 1956년 동계 올림픽 크로스컨트리
1956년 동계 올림픽 크로스컨트리 경기는 1956년 1월 27일부터 2월 4일까지 이탈리아 코르티나담페초에서 열렸다. 남자 30km와 여자 15km 계주가 이 대회에서 올림픽 종목으로 처음 채택되었다.